# MyD88
MyD88（myeloid differentiation factor 88）はTLRやIL-1ファミリーサイトカイン受容体の下流でシグナルを伝えるアダプタータンパク質である。

## 構造
MyD88は3つのドメインからなる。N末端にデスドメイン（54-109）、中間部に中間ドメイン（110-155）、C末端にT1R（Toll/IL-1 receptor）ドメイン（155-296）がある。T1RドメインはTLRと相互作用をする。デスドメインはIRAKs(IL-1 receptor-associated kinases)と相互作用しMyddosome形成に関与する。

## 機能
ヒトのパターン認識受容体にはTLR、NLR、RLR、CLRなどが知られ、TLRは10個あまり知られている。TLRのうちTLR3とTLR4の一部以外はMyD88を介して転写因子NF-κBを活性化させる。TLR3はMyD88ではなくTRIFという別のアダプタータンパク質を介してⅠ型インターフェロンの産出に関わる。
MyD88を介したシグナルはマクロファージ等からの炎症性サイトカインの産出を誘導し自然免疫応答を惹起するのに加え、樹状細胞の活性化を促し獲得免疫応答を誘導するにも重要な役割を果たす。T細胞依存性抗原に対する抗体産出におけるMyD88の役割は樹状細胞の活性化による獲得免疫応答の誘導ならびにB細胞の活性化による抗体産出の増強がある。
抗原提示細胞のMyD88シグナルの活性化は抗原提示細胞によるサイトカイン産出や補助刺激分子の発現を増加させることで、抗原特異的T細胞の活性化を誘導する。さらにTLR等を介したB細胞のMyD88シグナルの活性化はB細胞とT細胞との会合を促し、またB細胞の胚中心B細胞ならびに形質細胞への分化を促進することが知られている。このようにMyD88シグナルは自然免疫応答惹起だけではなく、獲得免疫応答ならびに抗体産生を正に制御している。

## 欠損症
非常にまれな疾患であるがMyD88欠損症という疾患がある。日本からは報告がなく海外から20例以上の報告がある。MyD88欠損症は常染色体劣性遺伝の遺伝形式をとる自然免疫不全症である。獲得免疫が未熟である乳幼児期に化膿性髄膜炎、敗血症、関節炎、骨髄炎、深部組織膿瘍などの重症な、いわゆる侵襲性細菌感染症が起こりやすい。他方、易感染性はしだいに軽くなり8歳以降の感染症の死亡や14歳以降での重症感染症はほとんどないと報告されている。治療法は学童期まではペニシリン系抗菌薬やST合剤の予防内服や免疫グロブリンの定期的補充が有効と考えられている。肺炎球菌ワクチンも接種も重要である。

## 神経変性疾患との関わり
中枢神経系における活性化された自然免疫系は神経変性疾患において重要な役割を果たしている。脳における急性炎症は病原体や細胞の残骸を除去し、組織の修復につながるため、脳に保護的である。しかし神経変性疾患では脳内の炎症が長期化し、不可逆的な神経細胞の消失につながることが報告されている。脳の免疫細胞であるミクログリアは神経炎症の中心的細胞である。ミクログリアが病原体関連分子パターンや内因性リガンドを認識すると、自然免疫応答が強力に活性化され、炎症性メディエーターの産出と適応免疫の活性化が引き起こされる。TLRシグナルの活性化がミクログリアを活性化し、神経細胞に有害な反応を引き起こし神経変性疾患の発症に寄与するという証拠が蓄積されている。特にTLR2とアダプタータンパク質のMyD88を介した神経炎症反応は神経変性疾患に共通するメカニズムという意見もある。アルツハイマー病、パーキンソン病、筋萎縮性側索硬化症、多系統萎縮症、脊髄小脳変性症6型でTLRシグナルの活性化が発症に寄与するという報告がある。

## 創薬
COPD
MyD88をターゲットとした薬物がCOPDの治療薬として注目されている。
COVID-19
MyD88をターゲットとした薬物がインターフェロン応答異常のあるCOVID-19治療薬として注目されている。
全身性エリテマトーデス
MyD88は全身性エリテマトーデスの治療標的としても注目されている。特にMyD88をノックアウトしたSLEモデルマウスはループス腎炎を発症せず、寿命も延長したという報告がある。
多発性硬化症
多発性硬化症においてMyD88はT細胞、B細胞、血液脳関門、樹状細胞、マクロファージやミクログリアで病態形成に関わる。MyD88ノックアウトマウスはEAE発症を完全に抑制する効果がある。